# Flevoland op het Regio Songfestival
Flevoland is een Nederlandse provincie en kan hierdoor deelnemen aan het Regio Songfestival.
De provincie neemt al deel aan het festival sinds de start ervan in 2023 en heeft sindsdien aan alle edities deelgenomen. De inzending van Flevoland wordt ieder jaar intern geselecteerd.

## Geschiedenis
In 2023 werd het eerste Regio Songfestival georganiseerd in Utrecht. De eerste deelnemer voor Flevoland werd Abtin Salem. Hij werd door Omroep Flevoland intern geselecteerd. Het lied waarmee hij Flevoland zou vertegenwoordigen werd pas later bepaald. Die keuze viel uiteindelijk op het lied Kleurenblind dat geselecteerd werd uit vijf liedjes. In Utrecht nam Flevoland een geen goede start en kreeg het voornamelijk lage punten van de verschillende jury's waardoor de provincie voorlopig elfde stond. Bij de televoters deed Salem het veel beter, waardoor Flevoland nog steeg tot de negende plaats.
In 2024 werd het Regio Songfestival in Limburg georganiseerd. Geïnteresseerden konden zich aanmelden waarna een jury zou bepalen welke inzending naar Maastricht zou gaan. Sanne-Maaike Oudshoorn werd geselecteerd en vertegenwoordigde zodoende Flevoland tijdens de tweede editie. Oudshoorn trad als tiende op met haar lied Wil ik anders. Opnieuw kon de Flevolandse inzending de jury's niet bekoren en stond de provincie weer elfde na alle jurypunten. Ditmaal was ook het publiek geen grote fan van het lied, waardoor Flevoland nog een plaats zakte en zo voorlaatste eindigde.

## Flevolandse deelnames
| Jaar | Artiest                | Lied          | Plaats | Punten | Taal       |
| ---- | ---------------------- | ------------- | ------ | ------ | ---------- |
| 2023 | Abtin Salem            | Kleurenblind  | 9      | 84     | Nederlands |
| 2024 | Sanne-Maaike Oudshoorn | Wil ik anders | 12     | 60     | Nederlands |
| 2025 |                        |               |        |        |            |

| Kleur | Betekenis      |
| ----- | -------------- |
|       | Eerste plaats  |
|       | Tweede plaats  |
|       | Derde plaats   |
|       | Laatste plaats |
|       | Gastprovincie  |

## Twaalf punten
(Een vetgedrukte editie betekent dat die regio die editie won.)
| Twaalf punten gegeven aan: \| Aantal \| Land \| Edities \| \| ------ \| ------------- \| ------- \| \| 1 \| Gelderland \| 2024 \| \| 1 \| Noord-Holland \| 2023 \| |               |         |
| Aantal | Land          | Edities |
| 1 | Gelderland    | 2024    |
| 1 | Noord-Holland | 2023    |

Drenthe · Flevoland · Friesland · Gelderland · Groningen · Limburg · Noord-Brabant · Noord-Holland · Overijssel · Rijnmond · Utrecht · West · Zeeland